# 莫岡鎮區
莫岡鎮區，又译孟拱镇区，是緬甸克欽邦莫寧縣下辖的一个鎮區。2014年人口132,608人，區域面積3,315.7平方公里。該鎮区下辖139個村莊。莫岡為該鎮区首府。